# Alfredo Cappellini
Pour l’article homonyme, voir Cappellini.
Alfredo Cappellini (né le 29 décembre 1828 à Livourne, mort au combat le 20 juillet 1866 au large de l'île de Lissa) est un militaire italien qui a servi dans la Marine Royale pendant la troisième guerre d'indépendance italienne.

## Biographie
En 1842, il entre à l'École royale de la Marine de Gênes, il en sort en 1848 avec le grade de garde-maritime. Pendant cette période d'études, il prend part en 1846-47 à deux campagnes d'instruction sur l'Aurore. En 1848, il fait la campagne de guerre dans l'Adriatique sur la corvette Aquila et en 1855-56, la campagne de Crimée sur la corvette Governolo.
En 1860, avec le grade de lieutenant de vaisseau, il passe aux commandes de la canonnière Curtatone du gouvernement provisoire de Toscane, puis il intègre la marine sarde et devient le commandant de la canonnière Veloce, avec laquelle il assiège Gaète en 1861 participant au blocus du 22 janvier 1861, bombardant la batterie française dite Torrion aux pieds du mont Orlando. Il reçoit la médaille d'argent et la promotion au grade de capitaine de frégate de seconde classe et il prend le commandement de la frégate Archimède.
Pendant la campagne de 1866, promu capitaine de frégate de première classe, il obtient le commandement de la canonnière blindée Palestro. Pendant l’attaque de l'île de Lissa, le 18 juillet 1866, il canonne les fortifications ouest du port de San Giorgio.
Le 20 juillet 1866, dans un affrontement contre l'armada autrichienne, Cappellini se trouve avec son navire en ligne avec la Re d'Italia, à l'avant, et la San Martino à l’arrière, et ils ont enduré le feu de sept cuirassés ennemis. Dans la brève et violente lutte, il est contraint d'abandonner le combat pour éteindre l'incendie déclaré à bord. Ses tentatives, qui durent plusieurs heures, pour combattre le feu, restent vaines, dans l’après-midi, le navire est soufflé par l'explosion de la poudre. Une légende du suicide de masse se propage dans la conscience populaire, par la mort du commandant avec tout l'équipage comprenant l'état-major.
À sa mémoire, deux submersibles lui sont dédiés. Le premier servit dans la Marine Royale italienne pendant la Seconde Guerre mondiale, et le second dans l'US Navy, dans la marine militaire après la guerre.
Son frère Giuseppe est un architecte de premier plan dans le Livourne de l'Ottocento.
Eleanor Darby lui a dédié un poème.

## Distinctions honorifiques
- Médaille d'or de la valeur militaire à titre posthume

« Pour avoir dans la bataille de Lissa, survenue le 20 juillet 1866, entre les flottes autrichienne et italiennes, préféré mourir avec tous ses officiers et son équipage, que d'abandonner la corvette Palestro pourtant proie des flammes, Lissa, 20 juillet 1866 »

## Sources
- (it) Cet article est partiellement ou en totalité issu de l’article de Wikipédia en italien intitulé « Alfredo Cappellini » (voir la liste des auteurs).